# 全日本女子学生剣道優勝大会
全日本女子学生剣道優勝大会（ぜんにほんがくせいじょしけんどうゆうしょうたいかい）は日本の女子学生剣道の団体戦。毎年11月に愛知県内の会場で開催されている。

## 概説
1982年に第1回大会を開催。全日本学生剣道連盟と毎日新聞社の共催。

## 歴代優勝校
- 1982年：国士舘大学（１）
- 1983年：国士舘大学（２）
- 1984年：筑波大学（１）
- 1985年：国士舘大学（３）
- 1986年：中京大学（１）
- 1987年：国士舘大学（４）
- 1988年：東海大学（１）
- 1989年：国士舘大学（５）
- 1990年：国士舘大学（６）
- 1991年：鹿屋体育大学（１）
- 1992年：東海大学（２）
- 1993年：鹿屋体育大学（２）
- 1994年：筑波大学（２）
- 1995年：福岡教育大学（１）
- 1996年：筑波大学（３）
- 1997年：鹿屋体育大学（３）
- 1998年：鹿屋体育大学（４）
- 1999年：鹿屋体育大学（５）
- 2000年：鹿屋体育大学（６）
- 2001年：鹿屋体育大学（７）
- 2002年：筑波大学（４）
- 2003年：筑波大学（５）
- 2004年：中京大学（２）
- 2005年：清和大学（１）
- 2006年：埼玉大学（１）
- 2007年：日本体育大学（１）
- 2008年：筑波大学（６）
- 2009年：筑波大学（７）
- 2010年：早稲田大学（１）
- 2011年：筑波大学（８）
- 2012年：鹿屋体育大学（８）
- 2013年：国士舘大学（７）
- 2014年：法政大学（１）
- 2015年：鹿屋体育大学（９）
- 2016年：明治大学（１）
- 2017年：日本体育大学（２）
- 2018年：鹿屋体育大学（10）
- 2019年：立教大学（１）
- 2021年：中央大学（１）